# Суджуд
Суджуд (на арабски: سُجود, произнасяно sʊˈdʒuːd) или саджда (на арабски: ُسجدة, произнасяно ˈsædʒdæh) е арабска дума, означаваща дълбок поклон до земята пред Аллах в посока на Кааба. Поклонът се изпълнява, като пръстите на краката, носа, челото и ръцете са допрени до земята. В това положение мюсюлманите възхваляват Аллах.

## Същност
Суджудът се изпълнява по време на ежедневната петкратна молитва, като във всяка част на молитвата (ракят) се изпълняват по два поклона суджуд. Суджуд се изпълнява и в други случаи.

## Суджуд за благодарност
При получаване на добра новина или когато се случи нещо добро, понякога мюсюлманите извършват суджуд в знак на благодарност към Аллах.

## Суджуд при четене на Корана
В Корана има 14 аята, след прочитането на които Мохамед изпълнявал суджуд. Поради тази причина, когато мюсюлманите прочетат някой от тези аяти (означени със знака ۩) също изпълняват суджуд.

## Суджуд при забравяне
При изпълнение на молитва ако някой мюсюлманин забрави да извърши някое действие, в края на молитвата може да компенсира с два суджуда.